# Inovce
Inovce é um município da Eslováquia, situado no distrito de Sobrance, na região de Košice. Tem 10,59 km² de área e sua população em 2018 foi estimada em 201 habitantes.

## Demografia
| Ano:        | 1994 | 2004    | 2014   | 2024    |
| ----------- | ---- | ------- | ------ | ------- |
| Broj ljudi: | 280  | 235     | 212    | 189     |
| Razlika:    |      | -16,07% | -9,78% | -10,84% |

| Ano:               | 2023 | 2024 |
| ------------------ | ---- | ---- |
| Número de pessoas: | 189  | 189  |
| Diferença:         |      | +0%  |